# Andy Budka
Andy Budka (* 27. června 1984, Domažlice) je český baskytarista.

## Biografie
Začínal na Domažlicku jako muzikant v regionální kapele Relaxis, dělal technika Jiřímu Šindelářovi (nosil mu basu a stavěl aparaturu) a po jeho smrti, ve svých pětadvaceti letech, jej nahradil na postu baskytaristy v české rockové kapele Katapult. Do ní přinesl spolu s novým bubeníkem Ondřejem Timplem mladickou dynamiku a optimistický temperament[zdroj?]. Poprvé na veřejnosti vystoupil jako patnáctiletý 19. ledna 2000 v pohostinství U Sergeje v malých příhraničních Nemanicích. Bydlí v Blížejově.